# 忠犬立ハチ公
もしかして
- 忠犬立ハチ高

ではありませんか？